# Alcis stictineura
Alcis stictineura là một loài bướm đêm trong họ Geometridae.